# Euphorbia baradii
Euphorbia baradii ist eine Pflanzenart aus der Gattung Wolfsmilch (Euphorbia) in der Familie der Wolfsmilchgewächse (Euphorbiaceae). Benannt wurde die Art nach dem Arzt Gerald Samuel Barad (1923–2016).

## Beschreibung
Die sukkulente Euphorbia baradii entspringt einer faserigen Wurzel, bleibt sehr klein, wächst kissenartig und wird bis 8 Zentimeter hoch. Die sehr vielen Triebe sind stielrund, werden 2 bis 4 Zentimeter lang und bis 13 Millimeter dick. In 7 bis 8 spiraligen Reihen über die Triebe verteilt stehen deutliche Warzen mit bis zu 3 Millimeter Abstand zueinander. Diese Reihen sind durch tiefe Furchen voneinander getrennt. Die etwa kreisförmigen Dornschildchen erreichen 1,5 Millimeter im Durchmesser. Es werden Dornen bis 4 Millimeter Länge und Nebenblattdornen mit 0,5 bis 2 Millimeter Länge ausgebildet.
Der Blütenstand wird aus einzelnen, einfachen und nahezu sitzenden Cymen gebildet. Die Cyathien werden 2,3 Millimeter groß und die elliptischen und einzeln stehenden Nektardrüsen sind orangerot gefärbt. Der Fruchtknoten steht an einem Stiel. Über die Früchte und Samen ist nichts bekannt.

## Verbreitung und Systematik
Euphorbia baradii ist im Norden von Zentral-Somalia in der Umgebung von Eyl auf felsigen Kalksteinplateaus mit lückigem Baumbewuchs in Höhenlagen von 210 bis 550 Meter verbreitet.
Die Erstbeschreibung der Art erfolgte 1992 durch Susan Carter Holmes.